# Cayratia apoensis
Cayratia apoensis är en vinväxtart som först beskrevs av Adolph Daniel Edward Elmer, och fick sitt nu gällande namn av Eduardo Quisumbing y Argüelles. Cayratia apoensis ingår i släktet Cayratia och familjen vinväxter. Inga underarter finns listade i Catalogue of Life.